# Arctia opulenta
Arctia opulenta là một loài bướm đêm thuộc phân họ Arctiinae, họ Erebidae.